# Сенна-Комаско
Сенна-Комаско (італ. Senna Comasco) — муніципалітет в Італії, у регіоні Ломбардія, провінція Комо.
Сенна-Комаско розташована на відстані близько 510 км на північний захід від Рима, 35 км на північ від Мілана, 6 км на південь від Комо.
Населення — 3216 осіб (2014).

## Демографія
Населення за роками:

Станом на 1 січня 2023 року в муніципалітеті офіційно проживало 76 іноземців з 22 країн, серед них 2 громадяни країн Євросоюзу та 8 громадян України.

## Сусідні муніципалітети
- Канту
- Кап'яго-Інтім'яно
- Казнате-кон-Бернате
- Комо
- Куччаго